# Les Loups-garous dans leur jeunesse
Les Loups-garous dans leur jeunesse (titre original : Werewolves In Their Youth) est un recueil de nouvelles de Michael Chabon paru en 1999 puis traduit en français et publié la même année.

## Contenu
- Les Loups-garous dans leur jeunesse ((en) Werewolves in Their Youth)
- À la recherche d’une maison ((en) House Hunting)
- Le Fils du loup ((en) Son of the Wolfman)
- Le livre de Green ((en) Green's Book)
- Madame Box ((en) Mrs. Box)
- La Paire de chaussures ((en) Spikes)
- L’Histoire de Harris Fetko ((en) The Harris Fetko Story)
- C’était moi ((en) That Was Me)
- Au cœur de l’usine noire ((en) In the Black Mill)

## Éditions
- Werewolves In Their Youth, Random House, 19 janvier 1999, 212 p.  (ISBN 0-679-41587-4)
- Les Loups-garous dans leur jeunesse, Robert Laffont, coll. « Pavillons », 28 octobre 1999, trad. Michèle Albaret-Maatsch, 259 p.  (ISBN 2-221-08866-2)
- Les Loups-garous dans leur jeunesse, Robert Laffont, coll. « Pavillons poche », 6 mai 2010, trad. Michèle Albaret-Maatsch, 337 p.  (ISBN 978-2-221-11604-3)